# Chorthippus pamiricus
Chorthippus pamiricus är en insektsart som först beskrevs av Willy Adolf Theodor Ramme 1930.  Chorthippus pamiricus ingår i släktet Chorthippus och familjen gräshoppor.

## Underarter
Arten delas in i följande underarter:
- C. p. pamiricus
- C. p. pravdini
- C. p. tsejensis